# Kenmare, North Dakota
Kenmare, North Dakota (енгл. Kenmare) град је у америчкој савезној држави Северна Дакота.

## Демографија
По попису из 2010. године број становника је 1.096, што је 15 (1,4%) становника више него 2000. године.
| Група             | 2000.         | 2010.         |
| Белци             | 1.062 (98,2%) | 1.039 (94,8%) |
| Афроамериканци    | 0 (0,0%)      | 2 (0,2%)      |
| Азијати           | 3 (0,3%)      | 8 (0,7%)      |
| Хиспаноамериканци | 2 (0,2%)      | 28 (2,6%)     |
| Укупно            | 1.081         | 1.096         |